# Escut de Síria
L'escut de Síria (àrab: شعار سوريا, xiʿār Sūriyā) és l'escut de la República Àrab Siriana o Síria. Representa una figura coneguda com el «falcó de Quraix», d'or, que sosté sobre el pit un escut amb els colors de la bandera nacional (gules, argent i sable, amb dues estrelles de cinc puntes de sinople a la part central), col·locats en pal. El falcó sosté amb les urpes una cinta de sinople on figura una inscripció amb lletres de sinople que conté la denominació oficial de l'Estat en àrab: الجمهورية العربية السورية, al-Jumhūriyya al-ʿArabiyya as-Sūriyya, ‘República Àrab Siriana’.
Durant l'època de la República Àrab Unida, en comptes del falcó es va fer servir l'anomenada Àguila de Saladí, símbol que continua en vigor actualment a Egipte, amb qui Síria va estar nominalment unida aquells anys (1958-1961).

## Escuts històrics

República de Síria (1946-1958)
República Àrab Unida (1958-1961)
Unió de les Repúbliques Àrabs (1972-1977)